# Dendrophidion bivittatus
Dendrophidion bivittatus — вид змій родини полозових (Colubridae). Мешкає в Панамі, Колумбії і Еквадорі.

## Поширення і екологія
Dendrophidion bivittatus мешкають у високогір'ях Анд на території Колумбії і Еквадору, а також в горах на крайньому сході Панами (Дар'єн), можливо, також в Андах на півночі Перу. Вони живуть у вологих гірських і рівнинних тропічних лісах. Зустрічаються на висоті від 500 до 1700 м над рівнем моря.